# Orange sport
Orange sport, initialement nommée Orange foot, est une chaîne d'Orange TV à péage, axée sur le football, ayant émis entre 2008 et 2012.
Elle est éditée par Orange Sports (Filiale du Groupe France Télécom).
Jusqu'à sa disparition, elle diffuse plus d'une dizaine de disciplines sportives : du football à la boxe, en passant par le basket, l'athlétisme, les sports mécaniques, la glisse ou le rugby.

## Histoire de la chaîne

### Naissance de la chaîne
La chaîne Orange sport est née le 9 août 2008 à 20 h (sous le nom Orange foot). Elle est disponible sur le canal 22 d'Orange TV. Le premier match que la chaîne a diffusé est Rennes - Marseille (Ligue 1) qui s'est soldé sur le score de 4-4.

### Une chaîne controversée
Orange foot a été victime de nombreuses controverses à son égard car pour voir la chaîne, il faut obligatoirement être en possession d'une Livebox, du décodeur TV et avoir l'offre triple play d'Orange.
Par conséquent, les personnes non abonnées à l'offre triple play d'Orange, ne peuvent bénéficier de cette chaîne.
Certains présidents de club de Ligue 1 ont été déçus [réf. nécessaire] que la Ligue de football professionnel offre les droits de l'affiche du samedi soir de la Ligue 1 au groupe car la chaîne ne peut être vu par un grand public.
Free et SFR ont obtenu du tribunal de commerce, l'arrêt de l'exclusivité de la chaîne d'Orange, les accusant de vente liée. La cour d'appel de Paris a infirmé ce jugement.

### Vers l'arrêt de la chaîne
Orange sport n'ayant pas acquis de nouveaux droits de retransmission des matches de football, le sort de la chaîne et de ses salariés sera scellé lors d'un comité d'entreprise extraordinaire du groupe France Télécom. Elle annonce par la même occasion qu'elle diffusera le 20 mai 2012 son tout dernier match de Ligue 1.
Orange sport a cessé d'émettre le 30 juin 2012.

## Identité visuelle

### Logos

Logo d'Orange foot du 9 août 2008 au 15 janvier 2009
Logo d'Orange sport du 15 janvier 2009 au 30 juin 2012

## Programmation
La chaîne Orange sport diffuse l'affiche du samedi soir de la Ligue 1 dont elle a obtenu les droits TV de la saison 2008/2009 à la saison 2011/2012 (pour 203 millions d'euros). Chaque match de Ligue 1 est précédé et suivi du magazine Orange Football Tour.
Orange sport est accompagné d'un service interactif (via la touche OK de sa télécommande) qui permet : 
- d'accéder aux statistiques du match de Ligue en temps réel ;
- de suivre en temps réel les résultats sur les autres terrains ;
- de retrouver des programmes à la demande qui permet de visionner les résumés de chaque match de Ligue 1 et des magazines.

Description de l'offre à la demande 1 d'Orange sport sur la Ligue 1 :
- Résumé individuel de chaque match d’environ 3 minutes ;
- Le film de la journée de 15 minutes ;
- Le classement des 5 plus beaux buts de la journée ;
- Le classement des 5 plus beaux arrêts de la journée ;
- Le classement des 5 plus beaux buts de la saison ;
- Le classement des 5 plus beaux arrêts de la saison.

## Une chaîne multisport
Depuis sa création, la chaîne a considérablement étoffé ses programmes. 
Outre la Ligue 1, Orange sport diffuse maintenant chaque week-end des matchs de la Bundesliga allemande. 
Elle a également les droits de la Coupe de la Ligue anglaise, de la Coupe d'Italie et des principales compétitions de football africain (Coupe d'Afrique des Nations).
Sont également diffusés :
- Une centaine de matches de NBA par saison ;
- Les courses de F3 et de DTM et le championnat du monde des rallyes (WRC) ;
- Les matches à domicile des Dragons Catalans de la Super League de Rugby à XIII ;
- Du kick-boxing  ;
- Les coupes du monde de snowboard et de freestyle ;
- Combats de Boxe de Jean-Marc Mormeck, des frères Klitschko (Vitali et Wladimir) et des plus grands noms de la discipline
- L'athlétisme avec les meetings de la Diamond League ;
- Le tennis avec Roland-Garros et les plus grands tournois de l'ATP World Tour (Masters 1000, ATP 500).
- Le Championnat de France masculin de handball co-diffusé avec Eurosport.

Une importante partie des programmes de la chaîne sont également disponibles en VoD 24/24 7j/7 (compris dans l'abonnement).

## Les émissions de la chaîne
Orange sport propose des rendez-vous récurrents à ses abonnés :
- Ligue 1 Football Tour, tous les samedis soir de 20 h à 23 h autour du grand match du samedi soir avec Céline Géraud, Denis Balbir, Youri Djorkaeff, Christian Karembeu, Franck Sauzée, Jérôme Alonzo ;
- Luis Football Tour, tous les vendredis à 19 h 20 avec Luis Fernandez  ;
- L'Hebdo de la Bundesliga, le lundi à 20 h 05 avec Florian Genton  ;
- Planète NBA, le mardi à 20 h 05 avec David Vengerder ;
- L'Hebdo du XV, le mercredi à 20 h 05 avec Justine Heymans ;
- Les Grands Formats du Sport, le mardi à 20 h 35 avec Xavier Richefort ;
- Les Carnets de la Glisse avec Peyo Lizarazu, événementiel ;
- Sport Expérience, événementiel.

## Organisation

### Dirigeants
Directeur des Sports :
- Pierre Robert

Directrice des productions :
- Aline Schwartz

Responsable de la Coordination des Chaînes :
- François Xavier Rey

Responsable Editorial :
- Sebastien Dourver

Responsable Acquisitions Droits Sports :
- Yannick Forgues

Responsable de l'Antenne :
- Thibaut Pupat

Responsable Marketing et Promotion des Chaînes OS : 
- Yann Beauropert